# 民族主义共产党
民族主义共产党（英語：Rashtravadi Communist Party，Rashtravadi是印地语“民族主义”一词的拉丁转写）是印度北方邦的一个左翼政党。该党的创始人是Kaushal Kishore，他于2001年被印度共产党开除。该党曾是印度共产主义者和民主社会主义者联盟的成员。